# Velise Jõgi
La Velise est une rivière estonienne.

## Présentation
La rivière Velise est un affluent gauche de la rivière Vigala dans le bassin de la rivière Kasari. 
La longueur de la rivière est de 74,8 km et la superficie de son bassin versant est de 867,8 kilomètres carrés.
La rivière traverse le barrage de Vängla. Le parc de Päärdu se trouve au bord de la rivière. Sur la rive droite de la rivière Velise, près du pont routier Tallinn-Pärnu, se trouve un affleurement protégé de la vallée de la rivière Velise, l'affleurement de Päärdu.

## Galerie

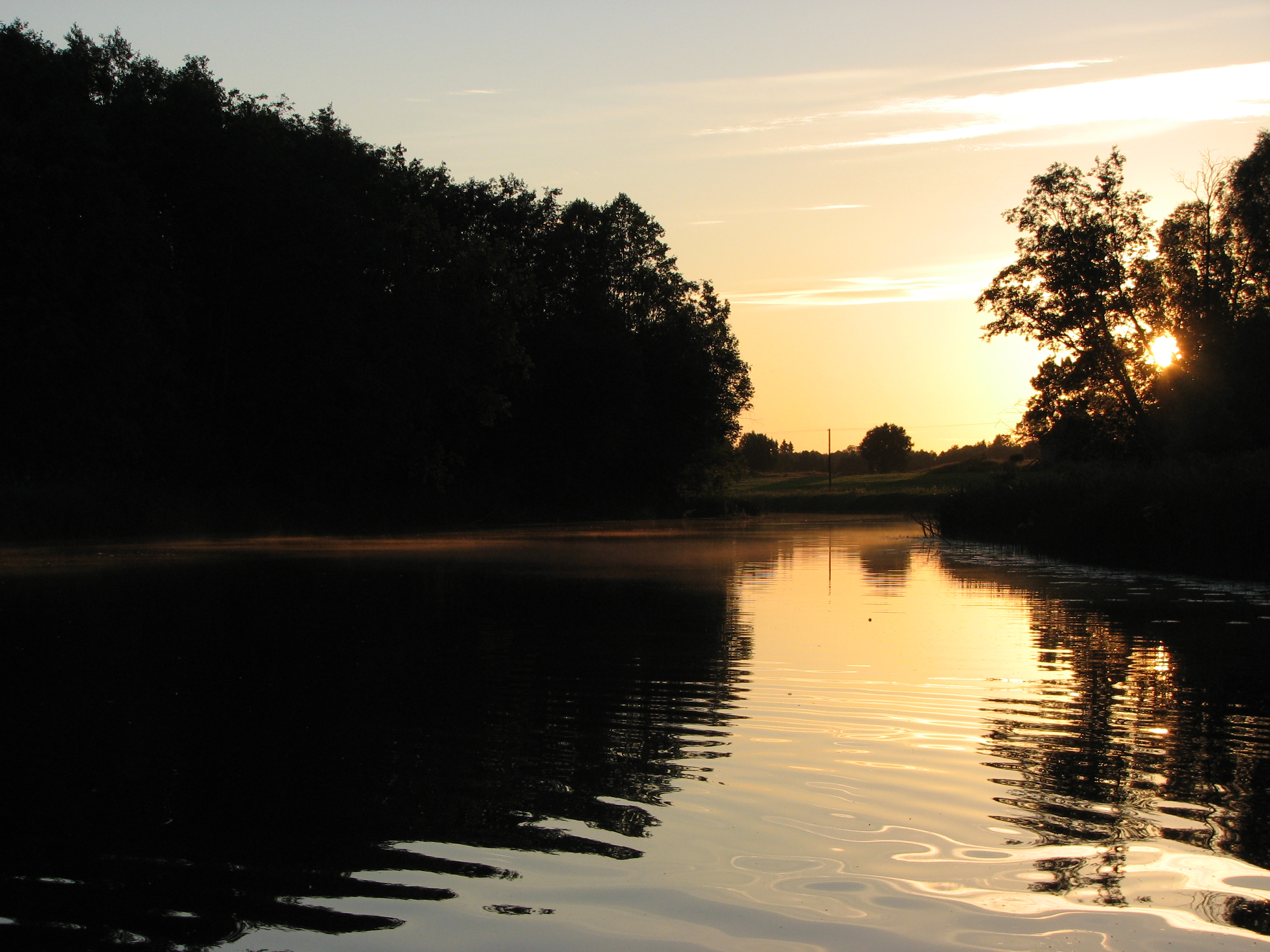
La Velise à Vanamõisa.
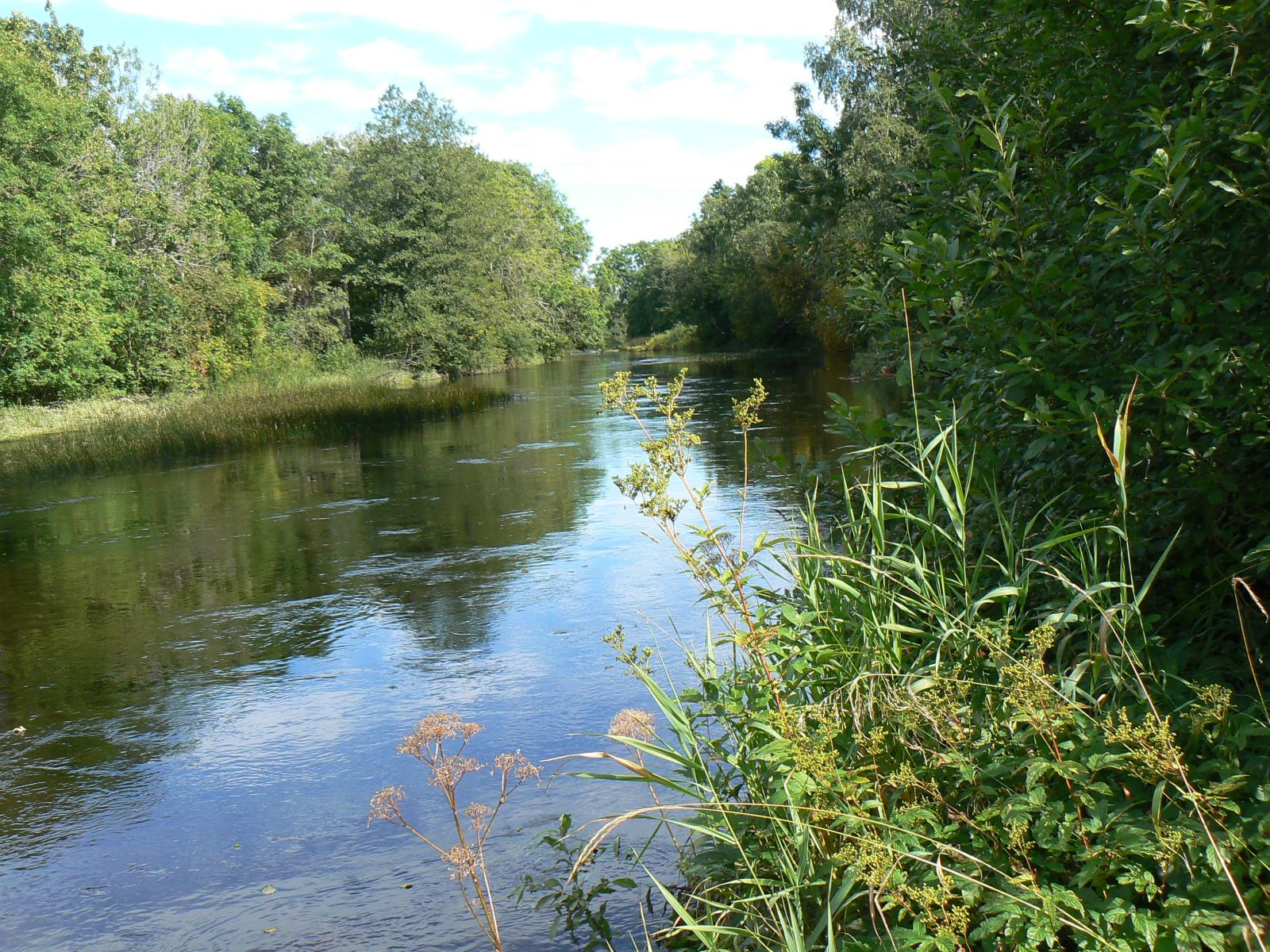
La Velise à  Rumba.